# Бовурханаванк
Бовурханаванк (арм. Բովուրխանի վանք, монастырь Бовурхана или Богрхана) — армянский монастырский комплекс XVII века в 3 км юго-западнее села Джамият в Ходжавендском районе Азербайджана, расположенный на высоте 1700 метров над уровнем моря, на северной стороне горы Бовурхан.

## История
Монастырь в первой половине XVII века основал мелик Багр Шахназарян (он также имел титул хана) — князь Варанды. Гора и монастырь на ней были названы в честь князя — Багрхана. Однако позже название монастыря исказилось и превратилось в Бурухан, а затем в Бовурхан.
Благодаря тому, что комплекс расположен вблизи живописного оврага, создалось гармоничное созвучие архитектурного произведения с окружающей природой.
19 июня 2021 года молодые жители непризнанной Нагорно-Карабахской Республики совершили паломничество в монастырь Бовурхан. В паломничестве приняли участие более 100 юных паломников — представители общественных организаций, волонтеры, военнослужащие, а также официальные лица.

## Устройство монастыря
Монастырский комплекс состоит из церкви, жилых и производственных построек, которые окружены крепостными стенами. Восточная церковь, представляющая собой однонефную базилику, относительно хорошо сохранилась и имеет необычный алтарь. Среди памятников монастыря особый интерес представляет западная часть стены с круглой башней и овальным помещением.
В настоящий момент большая часть монастырского комплекса разрушена. Большой интерес представляет западная часть крепостной стены, увенчанная круглой башней. Овальное помещение, построенное в башне, сохранило свой первоначальный вид. Внутренние и внешние стены богаты нишами. Из окон, расширяющихся внутрь, открывается живописный вид. Также в монастыре сохранился единственный камин.
В монастырском комплексе ограда занимает площадь 40×18,5 м. В замке был акведук и секретный проход, ведущий в село Джамият.

## Галерея

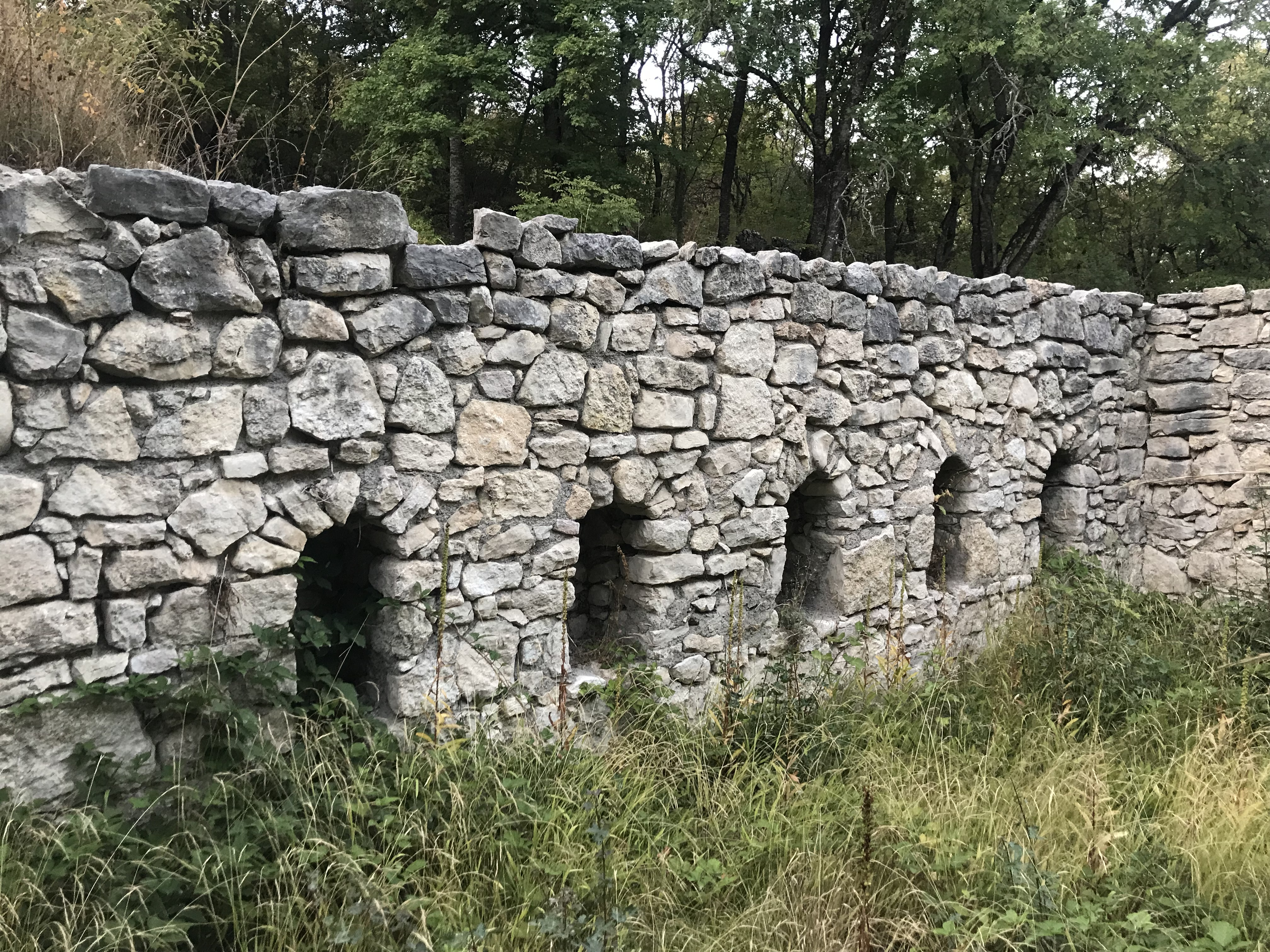
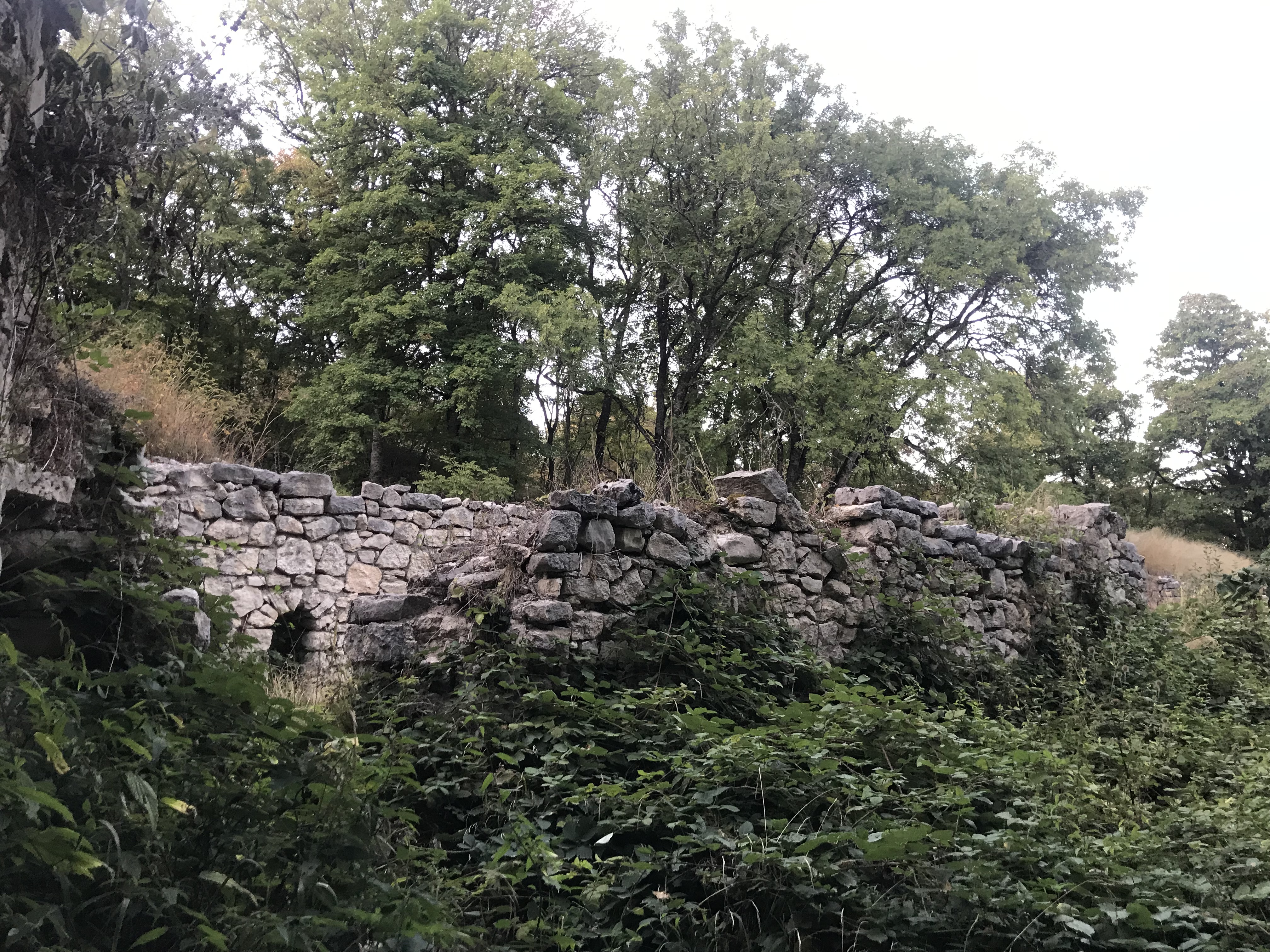
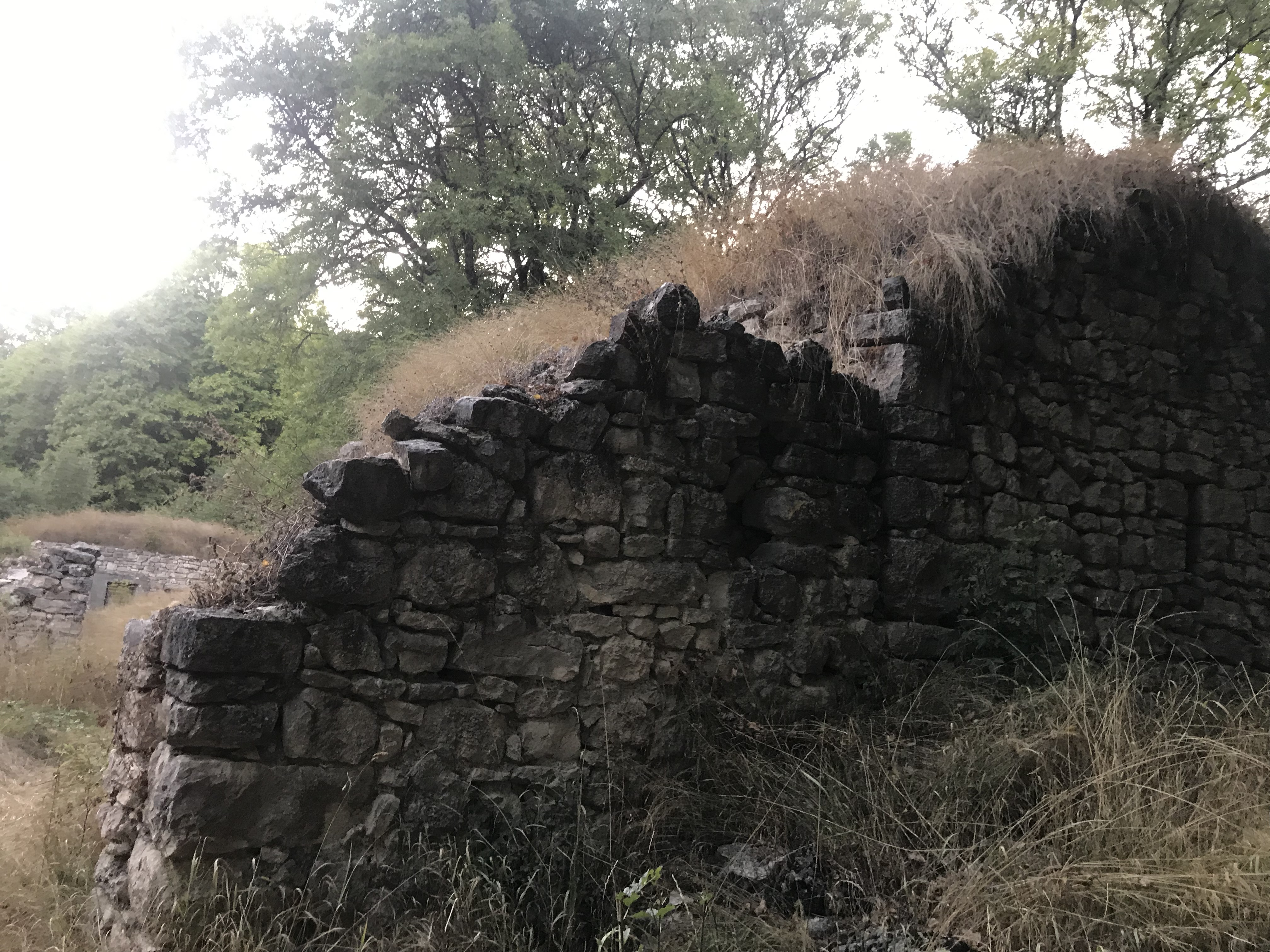